# Liget
Liget is een plaats (község) en gemeente in het Hongaarse comitaat Baranya. Liget telt 461 inwoners (2001).